# Ешбронн
Ешбронн (нім. Eschbronn) — громада в Німеччині, знаходиться в землі Баден-Вюртемберг. Підпорядковується адміністративному округу Фрайбург. Входить до складу району Ротвайль.
Площа — 11,41 км2. Населення становить 2093 ос. (станом на 31 грудня 2020).